# Occidryas fenderi
Occidryas fenderi är en fjärilsart som beskrevs av Gunder 1932. Occidryas fenderi ingår i släktet Occidryas och familjen praktfjärilar. Inga underarter finns listade i Catalogue of Life.